# Лажно буђење
Лажно буђење (познато као и дупли сан и сан унутар сна) је реалистични сан у коме особа сања како се буди из сна и почиње да ради дневну рутину (кување, усисавање, одлазак на посао...). Лажно буђење је нормално да се деси једном у току исте вечери.
У току овог сна особа најчешће не може да распозна разлику између стварности и лажног буђења.

## Настајање лажног буђења
Лажно буђење може подразумевати:
- Сан у коме особа сања да се пробудила (овај тип лажног буђења углавном настаје током обичног сна, али може бити подстакнут и луцидним сном)
- Сан у коме особа сања да је и даље будна (континуум)

### Луцидност
Лажно буђење може настати током обичног или луцидног сна (сан у коме је особа свесна да сања). Ако лажно буђење прати луцидан сан, он најчешће постаје пре-луцидан сан, то јест, сан у коме особа почиње да сумња да ли је стварно будан и дође до погрешног закључка. Према истраживањима Харвардског психолога Дидреа Барета, велика је вероватноћа да ће се луцидан и дупли сан појавити током истог сна или у току исте ноћи.

### Континуум
Други тип лажног буђења је континуум. У континууму, особа заспи у стварности, али у сну, мозак симулира да је она и даље будна.